# Аттен
Аттен (фр. Hatten) — коммуна на северо-востоке Франции в регионе Гранд-Эст (бывший Эльзас — Шампань — Арденны — Лотарингия), департамент Нижний Рейн, округ Агно-Висамбур, кантон Висамбур. До марта 2015 года коммуна административно входила в состав упразднённого кантона Сульц-су-Форе (округ Висамбур).
Площадь коммуны — 18,91 км², население — 1940 человек (2006) с тенденцией к стабилизации: 1935 человек (2013), плотность населения — 102,3 чел/км².

## Население
Население коммуны в 2011 году составляло 1956 человек, в 2012 году — 1939 человек, а в 2013-м — 1935 человек.
| 1962 | 1968 | 1975 | 1982 | 1990 | 1999 | 2006 | 2008 | 2011 | 2012 | 2013 |
| ---- | ---- | ---- | ---- | ---- | ---- | ---- | ---- | ---- | ---- | ---- |
| 1404 | 1513 | 1520 | 1658 | 1691 | 1789 | 1940 | 1975 | 1956 | 1939 | 1935 |

Динамика населения:

## Экономика
В 2010 году из 1345 человек трудоспособного возраста (от 15 до 64 лет) 1028 были экономически активными, 317 — неактивными (показатель активности 76,4 %, в 1999 году — 75,5 %). Из 1028 активных трудоспособных жителей работали 907 человек (494 мужчины и 413 женщин), 121 числились безработными (58 мужчин и 63 женщины). Среди 317 трудоспособных неактивных граждан 90 были учениками либо студентами, 100 — пенсионерами, а ещё 127 — были неактивны в силу других причин.

## Достопримечательности (фотогалерея)

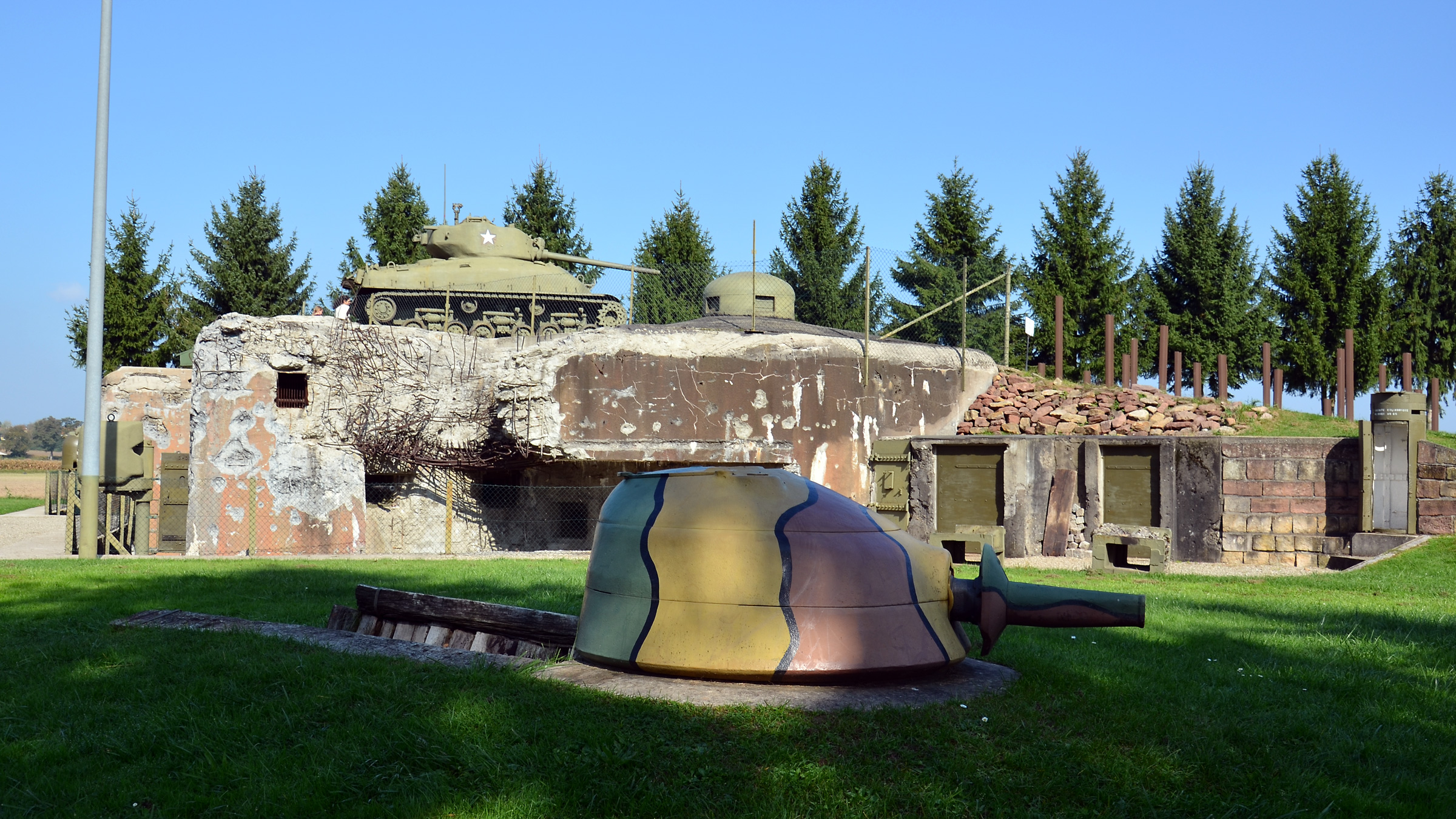
Музей линии Мажино — каземат Эш